# هفتاد و چهارمین جشنواره بین‌المللی فیلم برلین
هفتاد و چهارمین جشنواره بین‌المللی فیلم برلین (انگلیسی: 74th annual Berlin International Film Festival) که اغلب برلیناله (تلفظ آلمانی: [bɛʁliˈna:lə] ()) نامیده می‌شود، بین ۱۵ تا ۲۵ فوریه ۲۰۲۴ در برلین، آلمان برگزار شد. بازیگر کنیایی مکزیکی لوپیتا نیونگو رئیس هیئت داوران برای بخش رقابت اصلی بود. فیلمساز آمریکایی مارتین اسکورسیزی جایزه افتخاری خرس طلایی را دریافت کرد. این جشنواره با فیلم کارگردان بلژیکی تیم میلانتس به نام چیزهای کوچک این‌چنینی افتتاح شد.

## پس‌زمینه
کمی قبل از انتخاب فیلم ایرانی کیک محبوب من برای بخش  رقابت اصلی، فیلمسازان بهتاش صناعی‌ها و مریم مقدم برای حضور در این جشنواره ممنوع‌الخروج شدند، گذرنامه‌هایشان مصادره شد و به خاطر فعالیتشان به عنوان هنرمند و فیلمساز با محاکمه قضایی روبرو خواهند شد. تصمیم حکومت ایران پس از دستگیری برندگان جایزه خرس طلایی، جعفر پناهی و محمد رسول‌اف در خیزش ۲۰۲۲ ایران و تلاش‌های متعدد دیگر برای سانسور در سال‌های گذشته، بار دیگر با اعتراض‌های بین‌المللی مواجه شد.
در میان واکنش‌های گسترده بین‌المللی، در ۸ فوریه، مدیران برلیناله ماریت ریسنبک و کارلو چاتریان، نمایندگان حزب راست تندرو آلترناتیو برای آلمان (به آلمانی: Alternative für Deutschland یا به سادگی AfD) را برای شرکت در مراسم افتتاحیه جشنواره دعوت نکردند. این تصمیم پس از مواضع صریحاً ضد دموکراتیک چندین سیاستمدار ای‌اف‌دی در جریان انتخاباتی سال جاری در آلمان گرفته شد. نامه‌ای سرگشاده توسط بیش از ۲۰۰ متخصص صنعت فرهنگی آلمان امضا شد که خشم خود را از این دعوت‌نامه‌ها ابراز می‌کرد.

## هیئت داوران

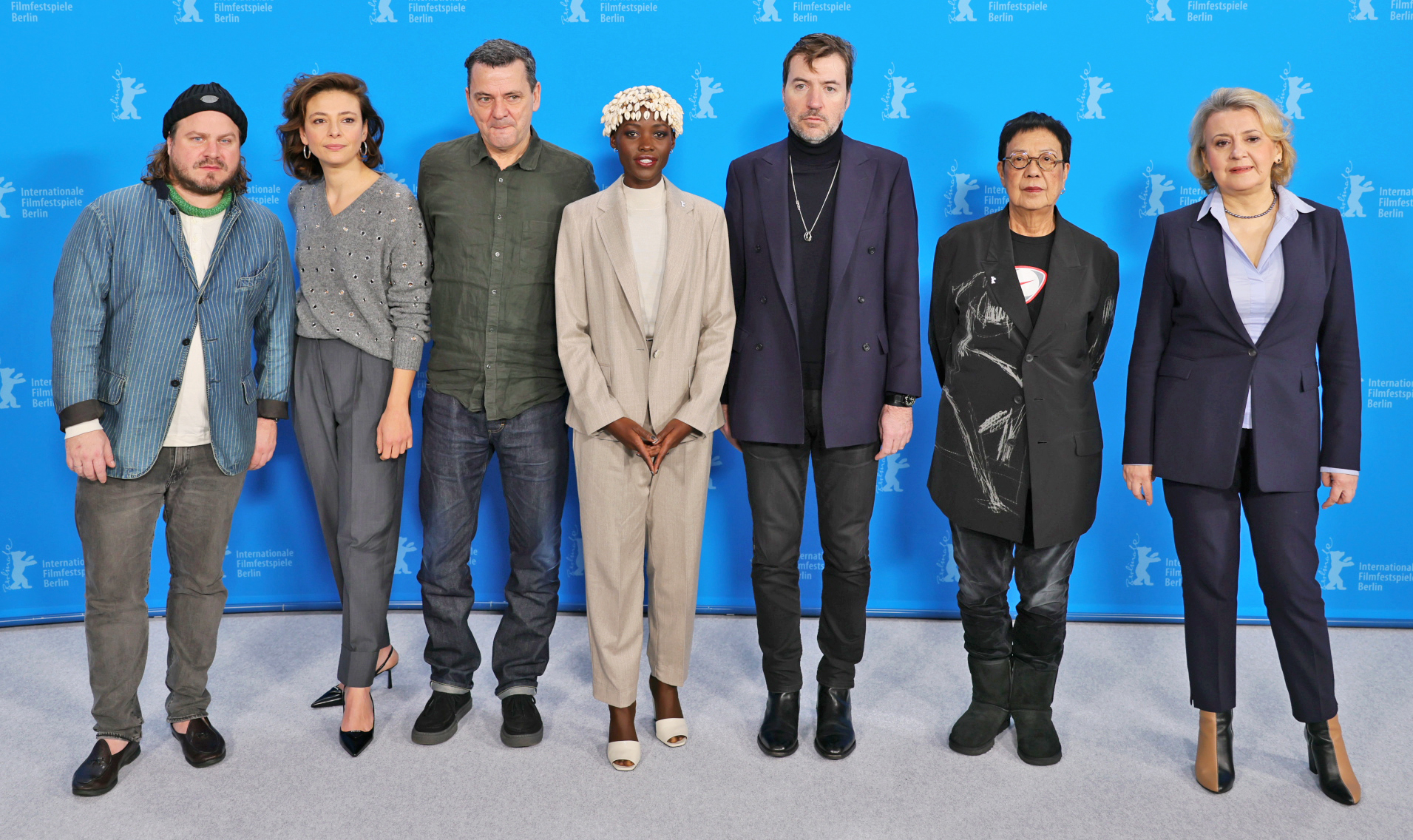
هیئت داوران بین‌المللی برای بخش رقابت اصلی

### هیئت داوران بین‌المللی – رقابت اصلی
- لوپیتا نیونگو، بازیگر کنیایی مکزیکی – رئیس هیئت داوران[۲]
- بردی کوربت، فیلمساز و بازیگر آمریکایی[۱۶]
- ان هوی، فیلمساز و بازیگر هنگ کنگی چینی
- کریستین پتزولد، فیلمساز آلمانی
- یاسمینه ترینکا، بازیگر و فیلمساز ایتالیایی
- آلبرت سرا، فیلمساز اسپانیایی
- لوپیتا نیونگو، رمان‌نویس و شاعر اوکراینی